# Alcyonosyllis phili
Alcyonosyllis phili är en ringmaskart som beskrevs av Glasby och Watson 200. Alcyonosyllis phili ingår i släktet Alcyonosyllis och familjen Syllidae. Inga underarter finns listade i Catalogue of Life.